# Estanys Gelats del Bergús
|  | Per a altres significats, vegeu «Bergús (desambiguació)». |

Els Estanys Gelats del Bergús són uns llacs que es troben en el terme municipal d'Espot,a la comarca del Pallars Sobirà, i dins del Parc Nacional d'Aigüestortes i Estany de Sant Maurici.

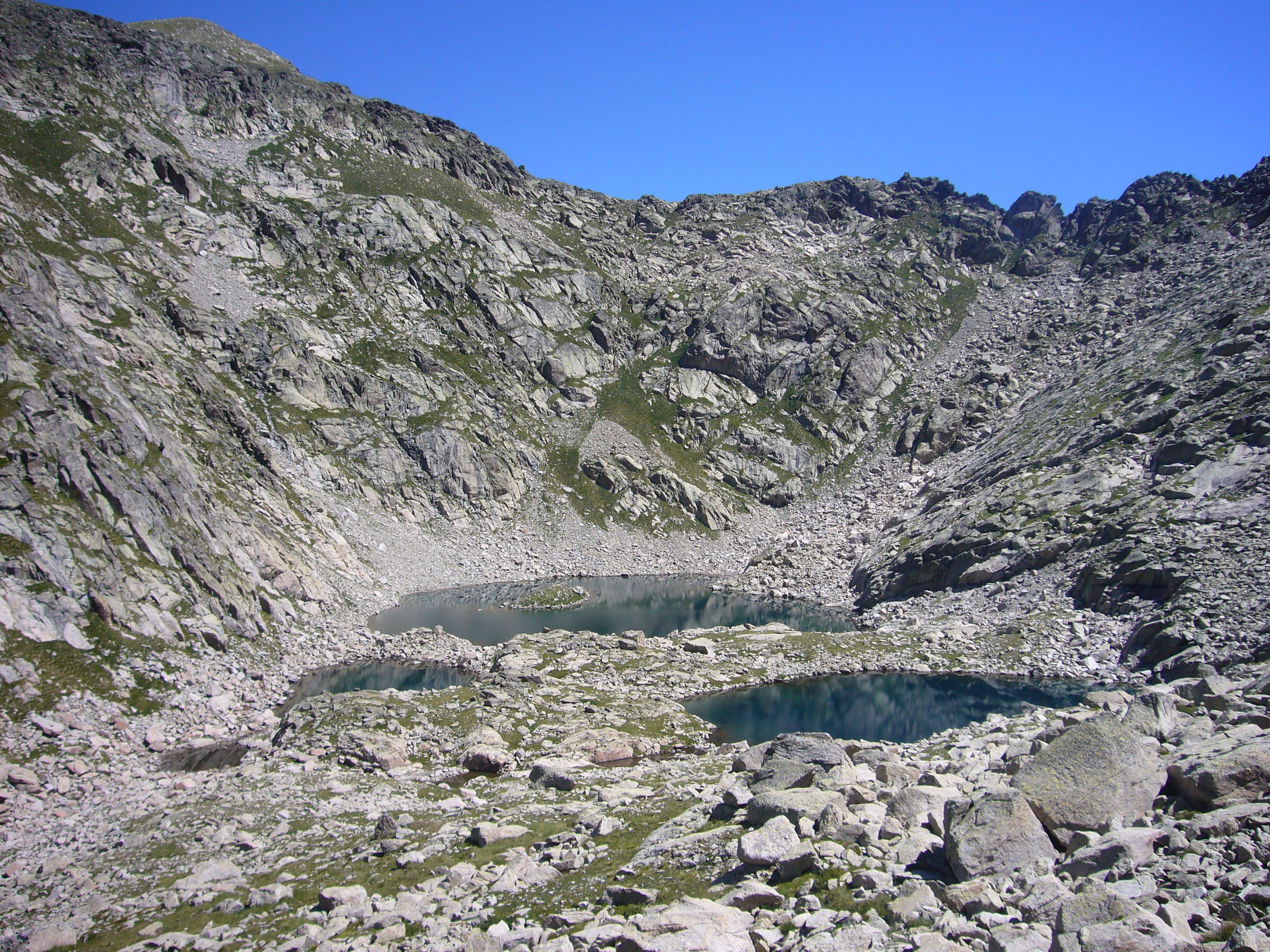
Estanys Gelats del Bergús a peus del Coll del Bergús.

El nom «pot provenir del ribagorçà i aranès bergàs, que designa un aprés, lloc destinat a munyir el bestiar».
Els llacs, d'origen glacial, estan situats a 2.494, 2.493 i 2.492 metres d'altitud, a l'extem nord-oriental de Colomers d'Espot. Drenen cap a l'Estany del Bergús (O).

## Rutes[5]
La ruta habitual passa pel desguàs de l'Estany del Bergús, voreja la seva riba oriental i continua cap a l'est, rodejant el petit Pic del Redó.